# قبض و بسط تئوریک شریعت
قبض و بسط تئوریک شریعت، نظریهٔ مطرح شده توسط عبدالکریم سروش، فیلسوف و اسلام‌شناس ایرانی‌ است؛ که تحت همین نام با مجموعه‌ای از مقالات ذیل همین موضوع و با عنوان فرعی تکامل معرفت دینی توسط مؤسسه فرهنگی صراط به طبع رسید. این کتاب مجموعه مقالاتی است که سابقاً در مجله کیهان فرهنگی به چاپ رسیده بود. این کتاب تاکنون بارها تجدید چاپ شده‌است.

## نظریه
این نظریه سعی دارد که بگوید معرفت دینی از ابتدای ابلاغ آن دستخوش قبض و بسط تئوریک شده‌است و هیچگاه در یک سطح نمانده‌است.
نویسنده در صفحه ۸۵ کتاب (چاپ دوم) می‌گوید:
پاره‌های مختلف معرفت بشری در داد و ستد مستمرند و ربطی وثیق با یکدیگر دارند. اگر در علم نکته بدیعی روی نماید معرفت‌شناسی یا فلسفه را متأثر می‌کند. تحول فهم فلسفی فهم آدمی دربارهٔ انسان و جهان را عوض می‌کند. انسان جهان که چهره دیگری یافت معرفت دینی هم معنای تازه به خود می‌گیرد…
مدعای قبض و بسط را در سه اصل می‌توان بیان کرد:
- فهم (صحیح یا سقیم) شریعت، سراپا مستفید و مستمد از معارف بشری و متلائم با آن است؛ و میان معرفت دینی و معارف غیر دینی داد و ستد و دیالوگ مستمر بر قرار است. (اصل تغذیه و تلائم)
- اگر معارف بشری دچار قبض و بسط شوند، فهم ما هم از شریعت دچار قبض و بسط خواهد شد.
- معارف بشری (فهم بشر را از طبیعت و هستی: علم و فلسفه) دچار تحول و قبض و بسط می‌شوند (اصل تحول)[۲]

به‌طور خلاصه سروش معتقد است که معرفت دینی (یعنی فهم جمعی ما از متون دینی) مستقل و مستغنی از معارف بشری نیست. (بلکه هم خود بخشی از معارف بشری است) بنابراین حتی استخراج «مبانی علوم انسانی از قرآن»، فقط با مدد علوم انسانی میسر است و این دور منطقی را تنها با قبول تقدم علوم انسانی بر علوم دینی می‌توان از میان برداشت. فی المثل تحقیق در تاریخ اعراب و زبان و فرهنگشان (که شرط درک درست آموزه‌های دینی است) جز از طریق آنتروپولوژی و جامعه‌شناسی تاریخی که مستقل از دین است، ممکن نخواهد شد و توجه به این دقیقه، نشان می‌دهد که دستاوردهای علوم انسانی سکولار به هیچ روی بیهوده و ناکارآمد نیست.
حمید وحید دستجردی، فیلسوف ایرانی مقاله‌ای با عنوان «بازآموزی پارادوکس تأیید، فکر دینی و جدال با مدعی» به انتهای کتاب افزوده است.

## انتقادها
این تئوری در زمان خود با انتقادهای زیادی از طرف جامعه مدرسین قم مواجه شد. از جمله آیت الله جوادی آملی با انتشار کتابی با عنوان شریعت در آینه معرفت و صادق لاریجانی با نوشتن کتابی به نام معرفت دینی (نقدی بر نظریه قبض و بسط تئوریک شریعت) به نقد عقاید سروش پرداختند.
سید محمد حسین حسینی طهرانی در جواب دکتر سروش کتابی تالیف کرد به نام نقد نظریه بسط و قبض تئوریک شریعت که در آن از نظر علمی و فلسفی به اشکالات زیربنایی نظریه دکتر سروش پرداخته شده است.